# Xã Rainbow, Quận Perkins, Nam Dakota
Xã Rainbow (tiếng Anh: Rainbow Township) là một xã thuộc quận Perkins, tiểu bang Nam Dakota, Hoa Kỳ. Năm 2010, dân số của xã này là 42 người.